# 喬吉奧·德·通尼

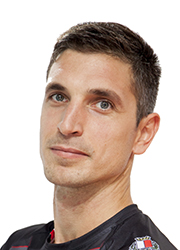
喬吉奧·德·通尼

喬吉奧·德·通尼（義大利語：Giorgio De Togni；1985年7月7日—）是一位意大利排球運動員。他效力於米蘭力量排球俱樂部。他也是意大利國家男子排球隊的一員，代表意大利參加世界排球錦標賽等賽事。